# Limfă
Limfa este un lichid transparent, incolor, care circulă prin vasele și ganglionii limfatici, precum și în spațiile intercelulare, mediind schimbul de substanțe între sânge și țesuturi. Aceasta este formată ca un lichid interstițial. Pătrunde în vasele limfatice prin filtrare, trecând cel puțin printr-un ganglion limfatic înainte să se verse în sânge în vena subclaviană. Limfa circulă de la țesuturi la sânge, preluând deșeurile. Organismul uman are în jur de 1,6 l de limfă.

## Structură
Limfa are aceeași compoziție ca plasma sangvină. Conține leucocite, și în special limfocite. Aceasta însă nu conține trombocite sau eritrocite. Deoarece trebuie sa transporte substanțele nutritive și să preia resturile, aceasta este bogată în deșeuri. 

## Circulația limfei
Circulația limfei, spre deosebire de cea a sângelui, este o circulație unică, care generează în spațiile periferice interstițiale și finalizează în unghiul venos drept sau stâng. Circulația limfei se produce în sens contrar forței de gravitație și este determinată de următorii factori:
- Inima;
- Travaliul peretilor vaselor limfatice;
- Travaliul peretilor venelor.

## Funcții
- Rol în sistemul imunitar prin prezența leucocitelor;
- Reîntoarcerea în circuitul sangvin a unor proteine, grăsimi și metaboliți;
- Rol de drenaj și epurare.